# Patriarca ortodoxo griego de Jerusalén
El patriarca ortodoxo griego de Jerusalén, oficialmente patriarca de Jerusalén, es el obispo jefe del patriarcado ortodoxo griego de Jerusalén, siendo su rango el cuarto entre los nueve patriarcas en la Iglesia ortodoxa. Desde el 2005, el patriarca greco-ortodoxo de Jerusalén ha sido Teófilo III. El patriarca es designado como patriarca de la Ciudad Santa de Jerusalén y toda la Tierra Santa, Siria, más allá del río Jordán, Cana de Galilea, y la santa Zion. El patriarca es el jefe de la Hermandad del Santo Sepulcro, y el líder religioso de unos 130,000 cristianos ortodoxos griegos en la Tierra Santa, la mayoría de ellos cristianos palestinos.
La línea de sucesión del patriarcado se remonta a los primeros obispos cristianos de Jerusalén, el primero fue Santiago el Justo en el siglo I. En el 451 el Concilio de Calcedonia le concedió a Jerusalén autocefalía  y en el 531 fue reconocido como uno de los cinco patriarcados iniciales.
Con referencia a la importancia de Jerusalén en la Cristiandad, la Catholic Encyclopedia indica:

Durante los primeros siglos cristianos la iglesia en este sitio fue el centro de la Cristiandad en Jerusalén, "Santo y glorioso Sion, madre de todas las iglesias." Ciertamente ningún sitio de la Cristiandad puede ser más venerable que el lugar donde se llevó a cabo la Última Cena, que se convirtió en la primera iglesia cristiana.

El Concilio de Calcedonia en el 451 elevó al obispo de Jerusalén al rango de patriarca. Sin embargo, la política bizantina hizo que Jerusalén pasara de la jurisdicción del patriarcado de Antioquía a las autoridades griegas en Constantinopla. Durante siglos, el clero de la ortodoxia oriental, como por ejemplo la Hermandad del Santo Sepulcro, dominó la iglesia de Jerusalén. A causa de la Primera Cruzada en 1099, se creó el patriarcado latino de Jerusalén y los patriarcas ortodoxos griegos se exiliaron en Constantinopla hasta 1187, cuando el patriarca latino fue obligado a huir de la región y se convirtió en un patriarca titular, residiendo en Roma hasta tiempos modernos.

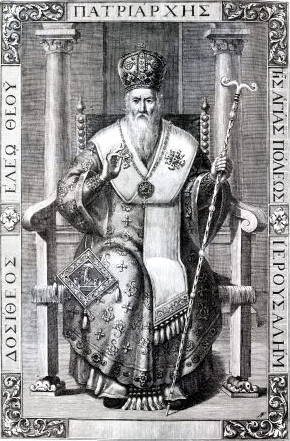
Dositeo II de Jerusalén

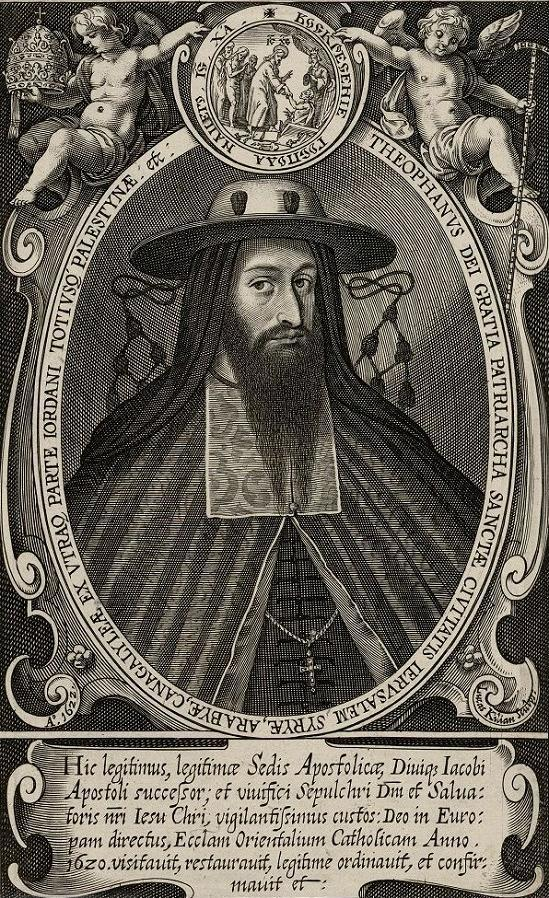
Teofanes III

## Patriarcas ortodoxos de Jerusalén desde la división del patriarcado calcedoniano

### Patriarcas titulares
- Saba † (1106-?)
- Juan VIII †
- Nicolás † (?-antes de 1156)
- Juan IX † (1156-1166 falleció)
- Nicéforo II † (1166-1170)
- San Leoncio II † (1176-13 o 14 de mayo de 1185 falleció)[3]

### Regreso de los patriarcas a Jerusalén

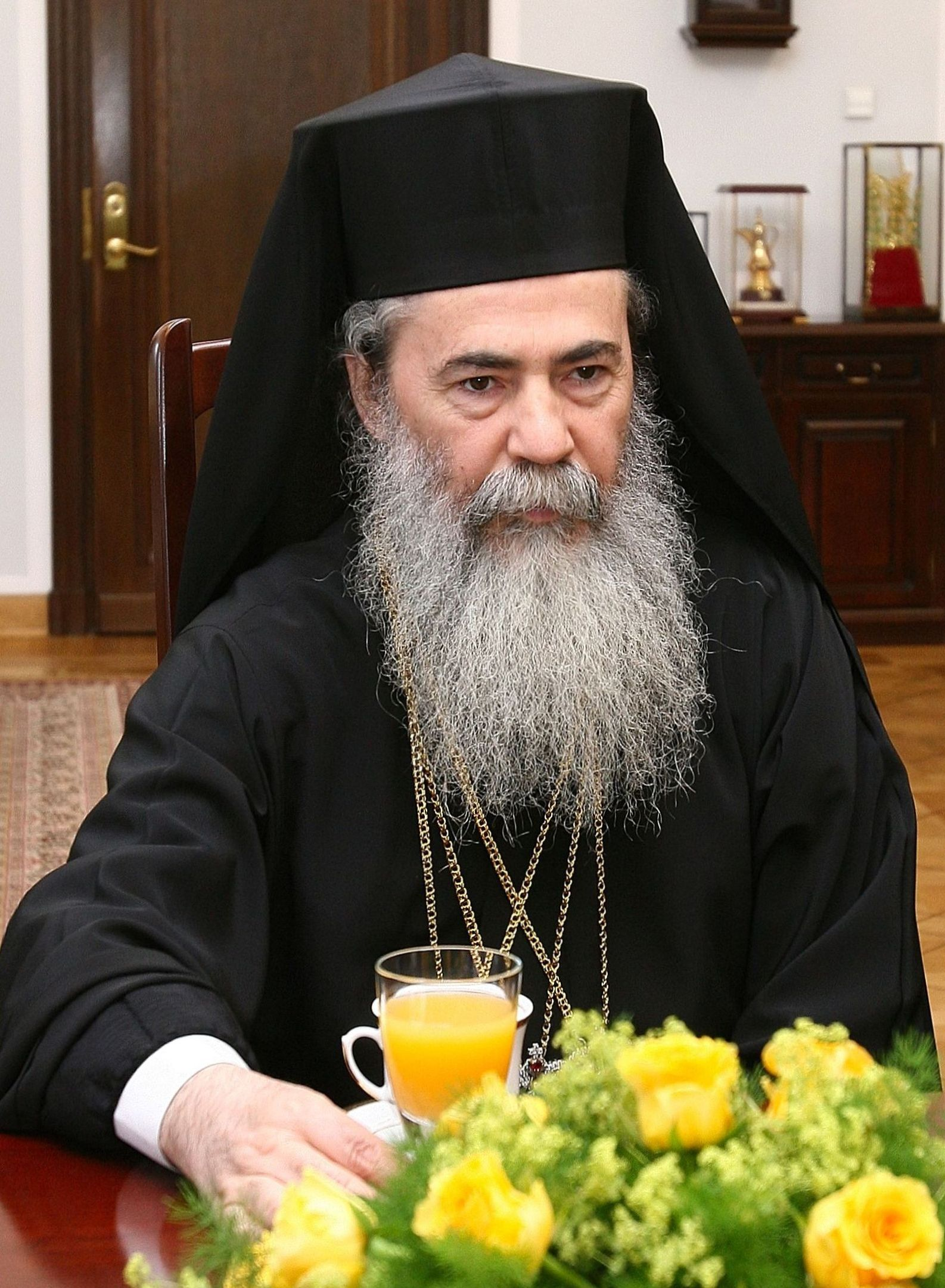
Teófilo III, el Patriarca ortodoxo griego de Jerusalén desde el 2005.

- San Dositeo I † (circa 1187-febrero de 1189 nombrado patriarca de Constantinopla)
- Marcos II † (1189-?)
  - Sede vacante
- Eutimio II † (?-13 de diciembre de 1231 falleció)[4]
- Atanasio II † (antes de 1235-24 de agosto de 1244 falleció)[4]
- Sofronio II † (?)[4]
- Gregorio I † (antes de 1273-entre agosto de 1281 y mayo de 1291 falleció)[4]

Tadeo ?
- Sofronio III † (?-antes de 1303 falleció)[4]
- Atanasio III † (1313-1314)
  - Sede vacante (1314-1322)
- Gregorio II † (1322)
  - Sede vacante (1322-1334)
- Lázaro † (1334-1368)
  - Sede vacante (1368-1376)
- Doroteo I † (1376-1417)
- Teófilo II † (1417-1424)
- Teofanes I † (1424-1431)
- Joaquín † (1431-?)
  - Sede vacante (hasta 1450)
- Teofanes II † (1450)
  - Sede vacante (1450-1452)
- Atanasio IV † (1452-?)
  - Sede vacante (hasta 1460)
- Jaime II † (1460)
  - Sede vacante (1460-1468)
- Abraham I † (1468)
- Gregorio III † (1468-1493)
  - Sede vacante (1493-1503)
- Marcos III † (1503)
  - Sede vacante (1503-1505)
- Doroteo II † (1505-1537 falleció)
- Germano † (1537-1579 falleció)
- Sofronio IV † (1579-1608 falleció)
- Teofanes III † (1608-1644 falleció)
- Paisios † (1645-1660 falleció)
- Nettario † (1660-1669 renunció)
- Dositeo II † (1669-1707 falleció)
- Crisanto † (1707-1731 falleció)
- Melecio † (1731-1737 falleció)
- Partenio † (1737-1766 renunció)
- Efraín II † (1766-1771 falleció)
- Sofronio V † (1771-1775 nombrado patriarca de Constantinopla)
- Abraham II † (1775-1787 falleció)
- Procopio I † (1787-1788 falleció)
- Antimio † (4 de noviembre de 1788-22 de noviembre de 1808 falleció)
- Policarpo † (22 de noviembre de 1808-15 de enero de 1827 falleció)
- Atanasio V † (27 de enero de 1827-28 de diciembre de 1844 falleció)
- Cirilo II † (28 de marzo de 1845-18 de noviembre de 1872 depuesto)
- Procopio II † (28 de diciembre de 1872-10 de marzo de 1875 depuesto)
- Ieroteo † (11 de julio de 1875-23 de junio de 1882 falleció)
- Nicodemo † (16 de agosto de 1883-11 de agosto de 1890 renunció)
- Gerásimo † (11 de marzo de 1891-21 de febrero de 1897 falleció)
- Damián † (22 de julio de 1897-14 de agosto de 1931 falleció)
- Timoteo † (22 de julio de 1935-31 de diciembre de 1955 falleció)
- Benedicto † (29 de enero de 1957-11 de diciembre de 1980 falleció)
- Diodoro † (16 de febrero de 1981-19 de diciembre de 2000 falleció)
- Irineo (13 de agosto de 2001-6 de mayo de 2005 depuesto)
- Teófilo III, desde el de 22 de agosto de 2005